# Rock Your Baby
Rock Your Baby is een single van George McCrae. Het is afkomstig van zijn album met dezelfde titel.

## Geschiedenis
Het nummer werd geschreven door Harry Wayne Casey (KC) en Richard Finch, die normaliter schreven voor KC and The Sunshine Band. De stem van Casey was niet hoog genoeg om de juiste toonsoort te halen. George McCrae, die op dat moment ook in de studio was, suggereert dat zijn vrouw Gwen McCrae misschien wel geschikt is als zangeres voor het nummer (George werd immers manager van zijn vrouw nadat zijn eigen zangcarrière niet echt van de grond kwam). Hij kan haar echter niet te pakken krijgen, dus om de tijd te doden, zingt hij zelf een demo in voor het nummer. Casey is onder de indruk van de stem van McCrae, en besluit direct zijn versie tot single te bombarderen. Hiermee werd George McCrae per toeval één van de eerste discozangers.
Als een van de eerste pure discosingles verkocht de single bijna overal goed. In een aantal landen belandde het nummer meerdere weken op de eerste plaats. Het nummer is in amper 45 minuten op tape gezet met medewerking van gitarist Jerome Smith (18 juni 1953 - 28 juli 2000) en bassist Bernard Edwards (31 oktober 1952 - 18 april 1996) van Chic. Wat direct opvalt aan het nummer is de hoge falsetstem die McCrae gebruikte, iets wat vaker binnen de discomuziek werd gebruikt. Het nummer stond op de eerste plaats in de Top 100-jaaroverzichten van zowel de Top 40 als de Nationale Hitparade.
Het nummer inspireerde anderen:
- ABBA gebruikte het ritme in Dancing Queen.
- Gwen MacCrae (toen de vrouw van) zong een jaar later Rockin’ chair.
- In 1982 werd het nummer gecoverd door Julius Green.
- De Italiaanse zangeres Spagna coverde het.

In de jaren 90 maakte Tonko Dop nog een minidocumentaire over het nummer in de serie Single Luck. MacCrae was verbaasd dat het nummer zo succesvol was (de verkoop lag rond de 11 miljoen exemplaren) en zong het nummer destijds nog steeds.

## Hitnoteringen

### Nederlandse Top 40
| Hitnotering: 03-08-1974 t/m 23-11-1974 | Hitnotering: 03-08-1974 t/m 23-11-1974 | Hitnotering: 03-08-1974 t/m 23-11-1974 | Hitnotering: 03-08-1974 t/m 23-11-1974 | Hitnotering: 03-08-1974 t/m 23-11-1974 | Hitnotering: 03-08-1974 t/m 23-11-1974 | Hitnotering: 03-08-1974 t/m 23-11-1974 | Hitnotering: 03-08-1974 t/m 23-11-1974 | Hitnotering: 03-08-1974 t/m 23-11-1974 | Hitnotering: 03-08-1974 t/m 23-11-1974 | Hitnotering: 03-08-1974 t/m 23-11-1974 | Hitnotering: 03-08-1974 t/m 23-11-1974 | Hitnotering: 03-08-1974 t/m 23-11-1974 | Hitnotering: 03-08-1974 t/m 23-11-1974 | Hitnotering: 03-08-1974 t/m 23-11-1974 | Hitnotering: 03-08-1974 t/m 23-11-1974 | Hitnotering: 03-08-1974 t/m 23-11-1974 | Hitnotering: 03-08-1974 t/m 23-11-1974 | Hitnotering: 03-08-1974 t/m 23-11-1974 |
| Week:                                  | 1                                      | 2                                      | 3                                      | 4                                      | 5                                      | 6                                      | 7                                      | 8                                      | 9                                      | 10                                     | 11                                     | 12                                     | 13                                     | 14                                     | 15                                     | 16                                     | 17                                     |                                        |
| -------------------------------------- | -------------------------------------- | -------------------------------------- | -------------------------------------- | -------------------------------------- | -------------------------------------- | -------------------------------------- | -------------------------------------- | -------------------------------------- | -------------------------------------- | -------------------------------------- | -------------------------------------- | -------------------------------------- | -------------------------------------- | -------------------------------------- | -------------------------------------- | -------------------------------------- | -------------------------------------- | -------------------------------------- |
| Positie:                               | 24                                     | 3                                      | 1                                      | 1                                      | 1                                      | 1                                      | 1                                      | 1                                      | 1                                      | 1                                      | 2                                      | 3                                      | 4                                      | 9                                      | 17                                     | 21                                     | 37                                     | uit                                    |

### NederlandseNationale Hitparade
| Hitnotering: 27-07-1974 t/m 16-11-1974 | Hitnotering: 27-07-1974 t/m 16-11-1974 | Hitnotering: 27-07-1974 t/m 16-11-1974 | Hitnotering: 27-07-1974 t/m 16-11-1974 | Hitnotering: 27-07-1974 t/m 16-11-1974 | Hitnotering: 27-07-1974 t/m 16-11-1974 | Hitnotering: 27-07-1974 t/m 16-11-1974 | Hitnotering: 27-07-1974 t/m 16-11-1974 | Hitnotering: 27-07-1974 t/m 16-11-1974 | Hitnotering: 27-07-1974 t/m 16-11-1974 | Hitnotering: 27-07-1974 t/m 16-11-1974 | Hitnotering: 27-07-1974 t/m 16-11-1974 | Hitnotering: 27-07-1974 t/m 16-11-1974 | Hitnotering: 27-07-1974 t/m 16-11-1974 | Hitnotering: 27-07-1974 t/m 16-11-1974 | Hitnotering: 27-07-1974 t/m 16-11-1974 | Hitnotering: 27-07-1974 t/m 16-11-1974 | Hitnotering: 27-07-1974 t/m 16-11-1974 | Hitnotering: 27-07-1974 t/m 16-11-1974 |
| Week:                                  | 1                                      | 2                                      | 3                                      | 4                                      | 5                                      | 6                                      | 7                                      | 8                                      | 9                                      | 10                                     | 11                                     | 12                                     | 13                                     | 14                                     | 15                                     | 16                                     | 17                                     |                                        |
| -------------------------------------- | -------------------------------------- | -------------------------------------- | -------------------------------------- | -------------------------------------- | -------------------------------------- | -------------------------------------- | -------------------------------------- | -------------------------------------- | -------------------------------------- | -------------------------------------- | -------------------------------------- | -------------------------------------- | -------------------------------------- | -------------------------------------- | -------------------------------------- | -------------------------------------- | -------------------------------------- | -------------------------------------- |
| Positie:                               | 20                                     | 10                                     | 2                                      | 1                                      | 1                                      | 1                                      | 1                                      | 1                                      | 1                                      | 1                                      | 1                                      | 2                                      | 2                                      | 3                                      | 10                                     | 19                                     | 25                                     | uit                                    |

### NPO Radio 2 Top 2000
| Nummer met noteringen in de NPO Radio 2 Top 2000 | '99 | '00  | '01  | '02  | '03  | '04  | '05  | '06  | '07  | '08  | '09 | '10  | '11 | '12  |
| ------------------------------------------------ | --- | ---- | ---- | ---- | ---- | ---- | ---- | ---- | ---- | ---- | --- | ---- | --- | ---- |
| Rock Your Baby                                   | 976 | 1466 | 1259 | 1530 | 1760 | 1390 | 1810 | 1565 | 1914 | 1639 | -   | 1998 | -   | 1804 |

1. ↑  Een '-' betekent dat het nummer niet was genoteerd en een vetgedrukt getal geeft de hoogste notering aan.
2. ↑  Deze tabel is bijgewerkt tot en met de laatste editie (2024).

1. ↑  George McCrae - Rock Your Baby | NPO Radio 2